# Холод Каландару
«Холод Каландару» (тур. Kalandar Soğuğu‎) — турецький драматичний фільм, знятий Мустафою Карою. Світова прем'єра стрічки відбулась 28 жовтня 2015 року в головному конкурсі Токійського міжнародного кінофестивалю. Фільм розповідає про чоловіка на ім'я Мехмет, який шукає корисні копалини в горах поблизу Чорного моря, попри негативне ставлення до цього заняття його родини.
Фільм був висунутий Туреччиною на премію «Оскар» за найкращий фільм іноземною мовою.

## У ролях
- Гайдар Сісман — Мехмет
- Нурай Єсілараз
- Ханіфе Кара
- Ібрагім Кюввет
- Темел Кара

## Визнання
| Нагороди та номінації фільму «Холод Каландару» | Нагороди та номінації фільму «Холод Каландару» | Нагороди та номінації фільму «Холод Каландару» | Нагороди та номінації фільму «Холод Каландару» | Нагороди та номінації фільму «Холод Каландару» | Нагороди та номінації фільму «Холод Каландару» |
| Рік                                            | Кінопремія / Кінофестиваль                     | Категорія / Нагорода                           | Номінант                                       | Результат                                      |                                                |
| ---------------------------------------------- | ---------------------------------------------- | ---------------------------------------------- | ---------------------------------------------- | ---------------------------------------------- | ---------------------------------------------- |
| 2015                                           | Токійський міжнародний кінофестиваль           | Гран-прі за найкращий фільм                    | «Холод Каландару»                              | Номінація                                      |                                                |
| 2015                                           | Токійський міжнародний кінофестиваль           | Нагорода за найкращу режисерську роботу        | Мустафа Кара                                   | Перемога                                       |                                                |
| 2015                                           | Токійський міжнародний кінофестиваль           | Нагорода «Вибір глядачів — WOWOW»              | «Холод Каландару»                              | Перемога                                       |                                                |
| 2015                                           | Антальський міжнародний кінофестиваль          | «Золота помаранча» за найкращий фільм          | «Холод Каландару»                              | Номінація                                      |                                                |